# Движение коммунаров
Движение Коммунаров (ДК) — межрегиональная, автономная, некоммерческая, общественная организация, созданная 7 августа 2011 года инициативной группой из Москвы и Воронежа. Объединение, деятельность которого основана на педагогических теориях А. С. Макаренко и И. П. Иванова, а также на положениях Декларации ДК, принятой на первом организационном Сборе. Имеет три региональных отделения.

## История Движения

### Истоки

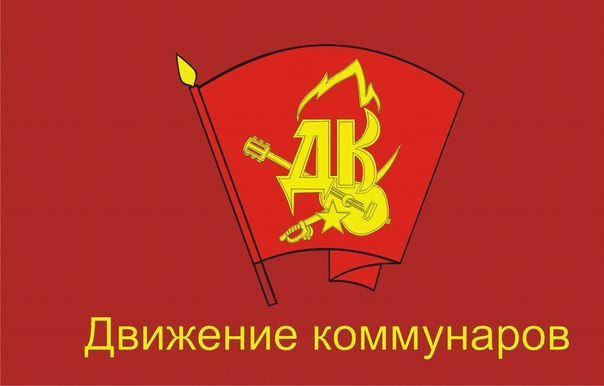
Флаг организации

Коммунарское движение появилось в СССР в 60-е годы XX века, как педагогическая методика. Одним из её авторов был профессор, доктор педагогических наук Игорь Петрович Иванов. На основе его теории и практики была создана коммуна имени Макаренко. В дальнейшем коммунарское движение получило развитие, благодаря поддержке государства, в частности со стороны ВЛКСМ. Однако, данная поддержка предполагала идеологическое влияние комсомола на коммунарские клубы, что привело к расколу и кризису в коммунарском движении. К концу 80-х годов оно пошло на спад. А после распада СССР перестало быть массовым общественным явлением. Однако до сегодняшних дней сохранились различные разрозненные группы, не имеющие фиксированного членства, называющие себя коммунарскими. В частности, сохранился и действует основанный 8 октября 1961 года Архангельский Городской Штаб Школьников имени А. П. Гайдара

### Современность
По итогам первого межрегионального Слета левой молодёжи, который проходил в 2011 году под Воронежем, группа энтузиастов из Москвы и Воронежа приняла решение о возрождении коммунарского движения. В течение лета 2011 года прошли учредительные конференции Московского городского и Воронежского областного отделений Движения. 7 августа Слет зафиксировал создание межрегиональной общественной организации Движение Коммунаров. Был принят устав организации. 23 августа 2011 года был проведён второй общий Сбор московского отделения Движения на котором произошло серьёзное пополнение его численности. Летом 2012 года местное отделение Движения было создано в Ульяновске. В августе 2013 года по инициативе Движения проходит очередной третий межрегиональный Слёт, который расширяет формат организаций-участников и по решению Оргкомитета меняет название на «СПМ — III» (Слёт прогрессивной молодёжи). В рамках СПМ — III состоялся третий Слёт Движения Коммунаров, который обсудил перспективы ассоциированного членства в ВОО «Союз Добровольцев России». Решение о вступлении организации в СДР принято 4 августа 2013 года. При этом сохраняются все структуры ДК, его Устав и действие Декларации. 14 июня 2014 отдельные активисты Движения, в частности Егор Рещиков и Вадим Касимов, выступили на митинге в поддержку Донбасса на Триумфальной площади в Москве. Однако единой позиции в отношении событий на Украине в рядах Движения нет.
По инициативе Движения Коммунаров IV Слёт прогрессивной молодёжи прошёл С 22 по 24 августа 2014 года на озере Сенеж.. По итогам его работы принята резолюция .

## Цели и задачи
Целями ДК являются:
- Объединение разрозненного молодёжного движения в России вокруг общих представлений о товариществе, социальной справедливости и коммунарстве;
- сохранение и развитие идей коммунарства, коллективизма и товарищества.

Задачами ДК являются:
- пропаганда идей коммунарского образа жизни и мировоззрения
- организация мероприятий различной формы, способствующих пропаганде коммунарства;
- сотрудничество с различными молодёжными организациями, деятельность которых не противоречит коммунарским принципам на основе общей коллективной, творческой работы
- теоретическая подготовка коммунаров, изучение опыта предшественников по коммунарскому движению
- всесторонне развитие личности коммунара, пропаганда самообразования
- реализация молодёжных программ в области культуры и спорта.

## Структура организации
В состав межрегиональной общественной организации «Движение Коммунаров» входит три региональных отделения:
- Московское городское отделение МОО ДК
- Воронежское областное отделение МОО ДК
- Ульяновское областное отделение МОО ДК

Высшим руководящим органом организации является Слет МОО ДК, а для региональных отделений — общий Сбор.
Для оперативного руководства деятельностью организации Слет избирает Центральный Совет.

### Центральный Совет
- Вершинина Лариса (УОО ДК)
- Касимов Вадим (МГО ДК)
- Березников Дмитрий (ВОО ДК)

## Операции ДК
Комплекс различных действий и дел, объединённых тематически по направлениям, коммунары называют операциями ДК. В данный момент работает шесть операций ДК

### Чистый берег

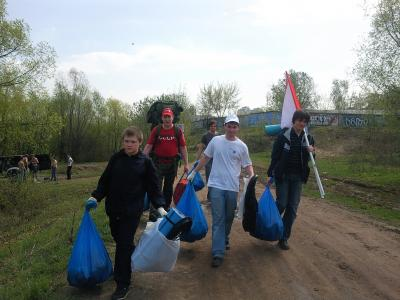
коммунары в пойме реки Чермянка

Операция ДК «Чистый берег» направлена на улучшение экологической ситуации в поймах малых рек и иных водоемов. Представители Движения и присоединившиеся к ним общественные организации проводят трудовые десанты, в ходе которых очищают водоёмы и прилегающие к ним территории от мусора, устанавливают агитационные таблички, инициируют профилактические беседы с отдыхающими гражданами. Проводятся мероприятия по информированию населения об экологической ситуации в поймах рек, протекающих в черте города. Происходит взаимодействие с органами местного самоуправления и исполнительной власи по решению экологических и санитарных проблем с привлечением добровольцев.
- 24 сентября 2011 года Движение Коммунаров подхватывает Операцию "Чистый берег" у Совета общественных организаций района Отрадное города Москвы [13].
- 12 мая 2012 года представители Движения Коммунаров провели трудовой десант у берега реки Чермянки. В ходе операции была проведена очистка территории от мусора.[14].
- 26 мая 2012 правозащитник Бабушкин Андрей Владимирович и его помощница эколог Чурикова Людмила Николаевна проводят познавательную экскурсию в Отрадном [15].
- 19 июня 2014 года прошло очередное дело в рамках опрерации ДК "Чистый берег". Акцию анонсировали районные СМИ.[16].[17]

Девиз операции: «Чистый берег — чистая совесть».

### Рубеж Славы

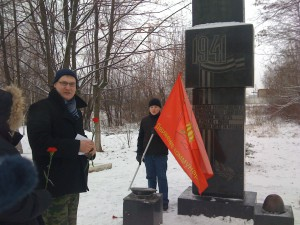
коммунары на Рубеже Славы в Лобне

Военно-патриотическое направление работы в Движении Коммунаров представлено операцией «Рубеж Славы». Ежегодно, летом и в канун годовщины контрнаступления Советских войск под Москвой проводятся выезды по местам боевой славы. С момента начала операции Движение провело несколько походов, в ходе которых были посещены различные памятники Великой Отечественной войны, проведен ряд субботников у мест захоронения бойцов Красной Армии.
Различные этапы РС
- 4 сентября 2011 года выезд в Яхрому, на Перемиловские высоты — начало операции РС;[18]
- продолжение операции 2011 года в Красной Поляне;
- выезд в Турист с товарищами из МОП и РКСМ(б);
- Зимний этап Перемиловские высоты — декабрь 2012
- Единый день межрегионального Рубежа Славы в Москве и Воронеже — 26 января 2013 года[19]

Девиз операции: «Ничто не забыто, Никто не забыт!»

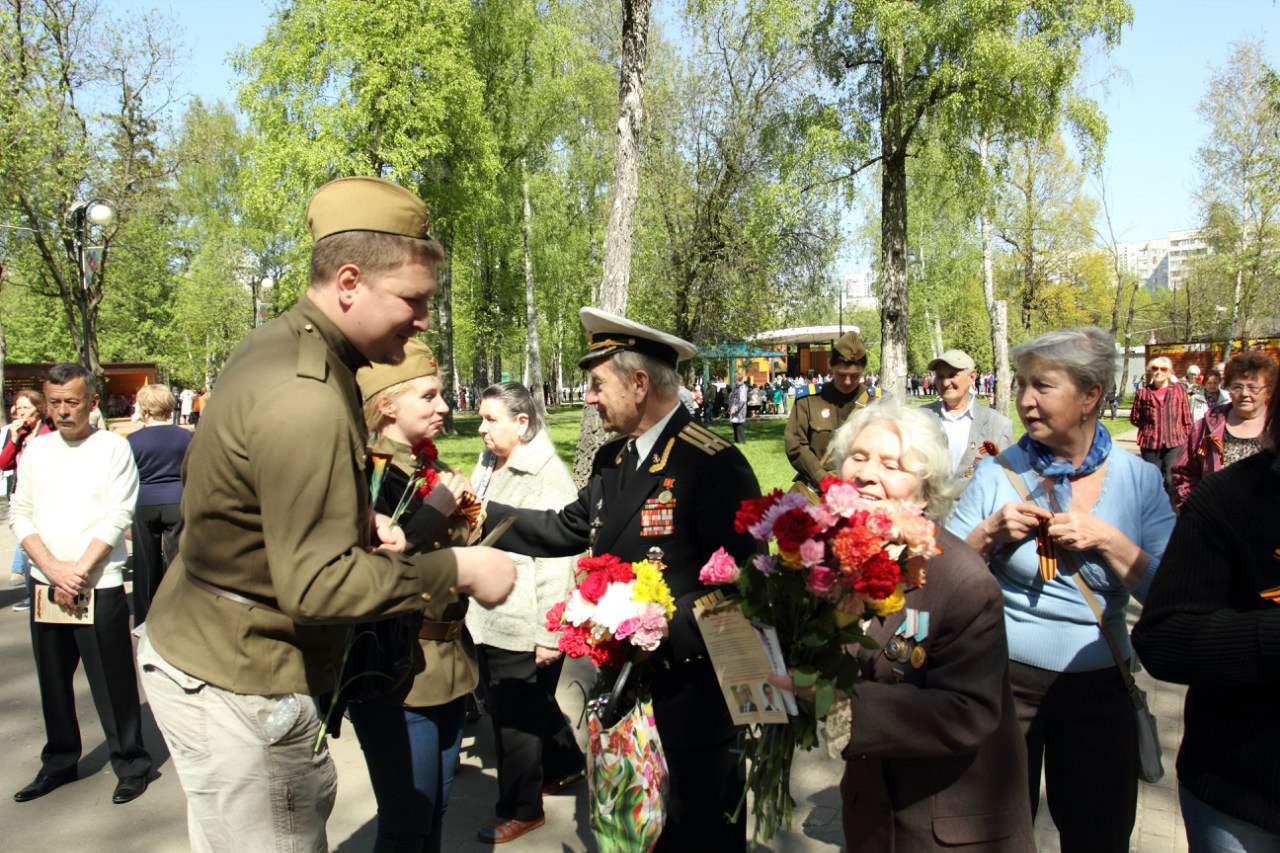
Поздравление ветеранов с Днём Победы

### Память

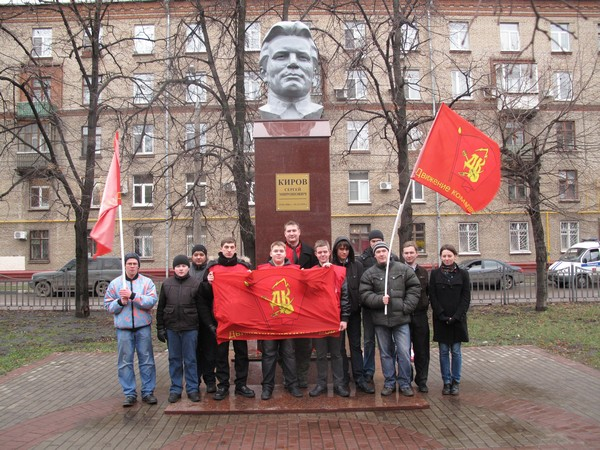
уличная презентация памяти С. М. Кирова

Операция направлена на сохранение исторической справедливости, объективного освещения советской истории и сохранение культурного наследия России. В рамках операции проводятся митинги и пикеты в защиту исторической памяти, подаются обращения в органы исполнительной и законодательной власти РФ. Члены Движения проводят трудовые десанты по сохранению памятников истории, организуют на ними шефство.
В данный момент шефство осуществляется над двумя памятниками: В. И. Ленину у платформы Лосиноостровская и С. М. Кирову на улице Добролюбова. А также над захоронением командира Краснополянского партизанского отряда комиссара Тимофея Ивановича Гаврилова в посёлке Северном.
- 23 октября 2011 члены Движения Коммунаров, Молодёжной общественной Палаты Отрадное, студенты ИЭФП и воспитанники СРЦ Отрадное посетили музейно — выставочный комплекс «Рабочий и колхозница»[21].
- 27 ноября 2011 года Движение Коммунаров на аллее улицы Добролюбова провело митинг памяти Сергея Мироновича Кирова, посвященный 77 годовщине со дня его смерти [22].
- 27 марта 2012 года прошёл митинг у памятника С. М. Кирову, который годом раньше благодаря действиям Движения удалось защитить от уничтожения[23].
- 6 мая 2012 года активисты МГО ДК в рамках операции «Память» посетили подшефную могилу комиссара Краснополянского партизанского отряда Тимофея Ивановича Гаврилова[24]
- 20 апреля 2013 года активисты Движения Коммунаров провели трудовой десант, посвященный 143-летию со дня рождения В. И. Ленина в рамках операции ДК «Память»[25][26]..
- 27 августа 2013 года Оперативный трудовой десант по противодействию вандалам у памятника В. И. Ленину у платформы Лосиноостровская [27][28].
- 1 декабря 2013 года - уличная презентация «Имя Кирова!», приуроченная к 79 годовщине его смерти[29][30]
- 6 декабря 2014 года у бюста С. М. Кирова по адресу ул. Добролюбова, дом 19 состоялась уличная Презентация «Имя Кирова!», приуроченная к 80-летию со дня его убийства[31]

Девиз операции: «Сохраним свою историю!».

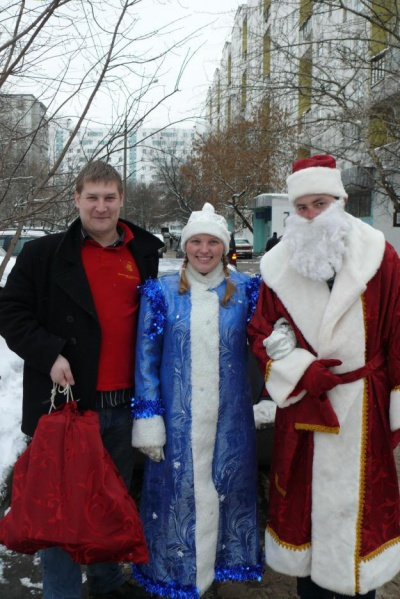
подарим детям Новый Год

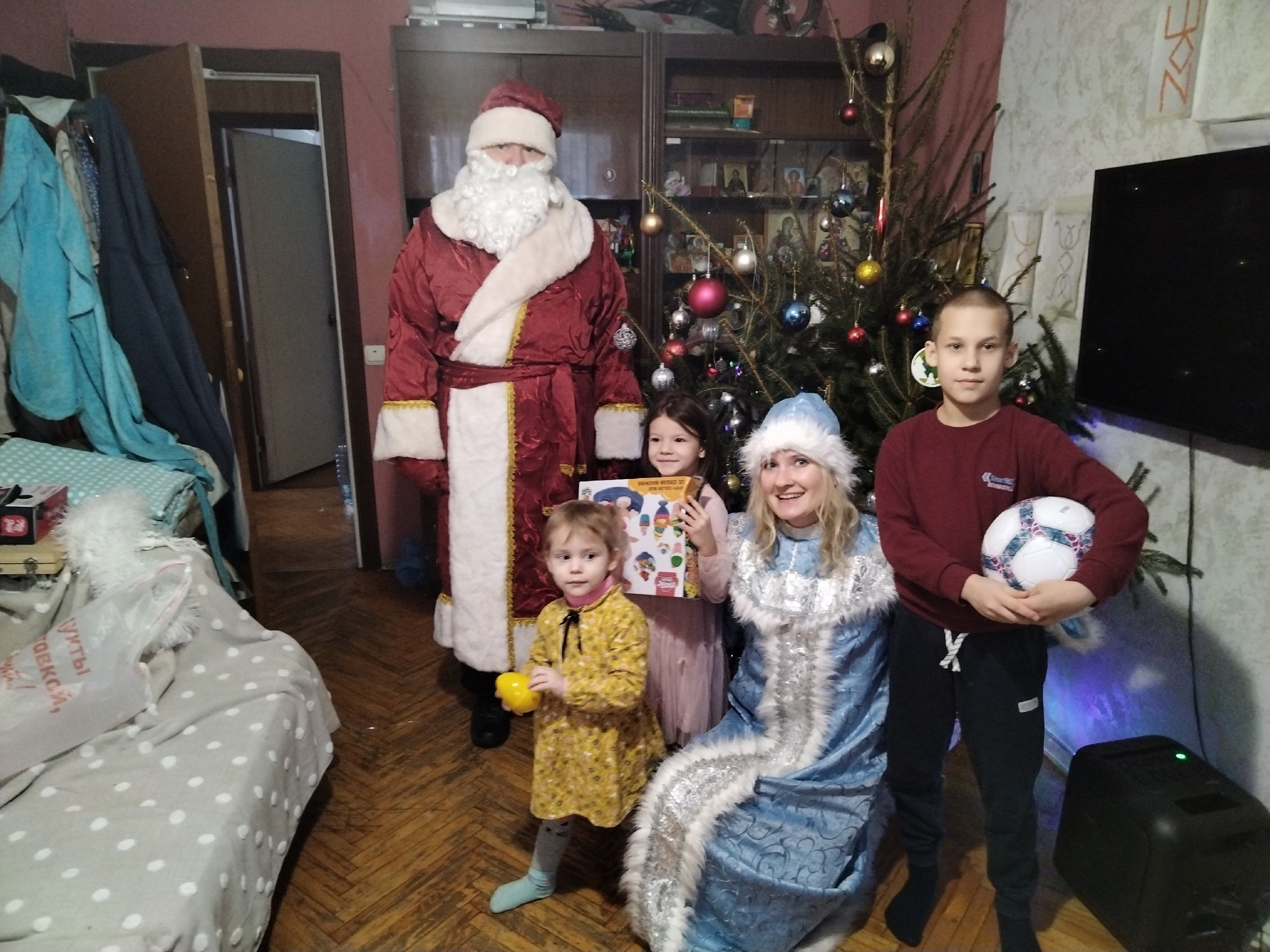
Подарим Детям Новый Год 2025

### Зона милосердия
Комплекс мероприятий, направленных на помощь людям, попавшим в трудную жизненную ситуацию. Сбор вещей для пунктов социальной помощи населению. Пропагандирование милосердия, сострадания и человечности.
В рамках операции «Зона милосердия» проводится акция «Подарим детям Новый Год» в ходе которой коммунары посещают малообеспеченные семьи, в костюме Деда Мороза поздравляют малышей и дарят им подарки, приобретённые на самостоятельно собранные пожертвования
Особенно активно это направление развивается в Ульяновском отделении ДК, которое установило постоянное взаимодействие с приютом для бездомных животных и оказывает ему безвозмездную материально-техническую помощь.
- 24 декабря 2012 года Акция «Подарим детям Новый год — 2012»
- 17 марта 2012 года Благотворительная акция «Сумка Дружбы»[33]
- 29 декабря 2013 года Акция «Подарим детям Новый год — 2013»[34]
- 3-4 января 2021 года Акция «Подарим детям Новый год — 2021»[35]
- 3 января 2023 года  Акция «Подарим детям Новый год!»[36]
- 3 января 2025 года  Акция «Подарим детям Новый год!» [37][38]

Девиз операции: «Спешите делать добро!»

### Спартакиада ДК

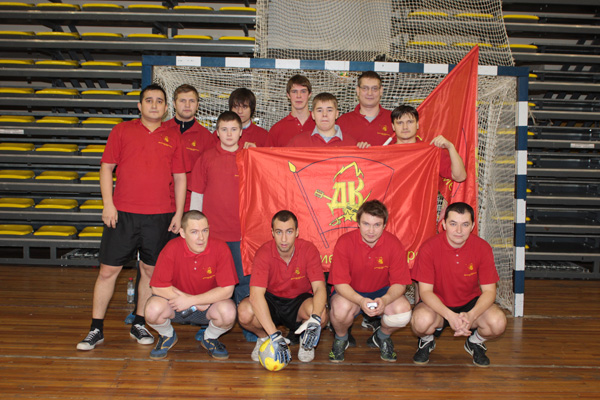
Команда ДК по мини-футболу

С целью улучшения здоровья, закалки и поддержания спортивной формы проводятся различные спортивные мероприятия. Ведётся работа по пропаганде здорового образа жизни и привлечению к спорту местных жителей. Проводятся открытые дворовые матчи по мини-футболу и волейболу.
В мае проводится ежегодный Кубок ДК по мини-футболу, приуроченный ко Дню Победы
- 18 февраля 2012 года - Шахматный турнир, посвященный Дню Советской армии и Военно-морского флота.[39].
- 18 марта 2012 года - товарищеский матч по мини-футболу между командами МОП Отрадное Движения Коммунаров и ЛДПР[40].
- 13 мая 2012 года прошёл Кубок ДК, на котором присутствовали представители молодёжных организаций различных партий. Движение коммунаров заняло на этом соревновании второе место[41].
- 12 мая 2013 года в розыгрыше кубка так же приняли участие коллективы различных общественных организаций и дворовые команды[42][43].
- 7 декабря 2013 участие в спортивном фестивале «Битва за Москву», организованном ГБУК «Центр молодёжного парламентаризма»
- 26 июля 2020 года Московское отделение ДК провело розыгрыш XI Кубка ДК по мини-футболу при поддержке администрации района Щукино [44]
- 23 мая 2021 года состоялся розыгрыш XII Кубка ДК по мини-футболу [45]

Девиз операции: «Главное — участие, победы — впереди!».

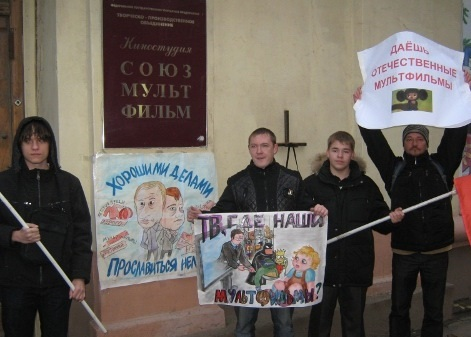
Пикет у бывшего здания СоюзМультФильм

### Народный контроль
Операция по привлечению внимания жителей и средств массовой информации к различным острым социальным проблемам, вопросам ЖКХ, благоустройства территорий, образования и здравоохранения.
В рамках операции осуществлён мониторинг строительства «Народного гаража» по адресу улица Пестеля, дом 6. Результаты соцопроса и видеоматериалы переданы местным депутатам
Коммунары принимают участия в акциях в поддержку требований жителей по улучшению градостроительной политики, экологии города, организованных нашими товарищами, организациями-участниками СПМ.
- 15 октября 2011 Состоялся пикет в поддержку «Союзмультфильма»[47]